# 格利澤673
格利澤673 是一顆位於蛇夫座的橙矮星。光譜分類為K7V。這個烘譜類型的主序星質量為太陽質量(M☉)的60–70%。
這顆恆星相對靠近太陽，距離大約25.1光年。然而，儘管如此接近，它仍然太微弱，無法用肉眼觀察到。它被認為是一顆緩慢旋轉的恆星，具有相對較高的自行。
格利澤673是附近的橙矮星之一，在類太陽恆星和紅矮星之間的“最佳位置”，就生命存在的可能性及其易探測性而言（在這種情況下，行星可能位於該系統的外部保守宜居帶）。

## 外部連結
- ARICNS